# Khairat al-Chater
Mohammed Khairat al-Chater (en arabe : محمد خيرت الشاطر), né le 4 mai 1950 dans le gouvernorat de Dakahleya, est un professeur d'ingéniérie, homme d'affaires et homme politique égyptien. Considéré comme le numéro deux et le trésorier des Frères musulmans, il est condamné à mort en 2015.

## Biographie
Après des années de militantisme étudiant, il rejoint l'organisation des Frères musulmans en 1981 puis devient membre du conseil exécutif en 1995. Il est mis en prison à 5 reprises sous Hosni Moubarak
Al-Chater mène une carrière réussie d'homme d'affaires (sa fortune personnelle est estimée à plusieurs millions) et gère aussi, avec succès, la trésorerie des Frères musulmans. Al-Chater défend la privatisation de l'économie égyptienne et la réduction du rôle des syndicats.
Il est emprisonné en 2007 et condamné en 2008 par un tribunal militaire à 7 ans de prison pour blanchiment d'argent et financement des Frères musulmans, mouvement alors interdit. Al-Chater est libéré en mars 2011 sur décision du Conseil suprême des forces armées, officiellement pour raison de santé.
Il est désigné le 31 mars 2012 comme candidat du parti de la liberté et de la justice (PLJ) pour concourir à l'élection présidentielle de 2012,. Sa candidature est invalidée par le Conseil suprême des forces armées car il a été en prison lors des 6 dernières années. Mohamed Morsi est alors proposé par le PLJ et élu (il est renversé début juillet 2013 par l'armée).
Al-Chater, premier adjoint du guide suprême des Frères musulmans, est arrêté le 5 juillet 2013 par l'armée. La justice égyptienne a fixé la date du 25 août 2013 pour juger Khairat al-Chater ainsi que deux autres responsables des Frères musulmans, Mohammed Badie et Rachad Bayoumi (en), pour « incitation au meurtre » de manifestants opposés à l’ancien président Mohamed Morsi.
Le fils d'Al-Chater, Saad, a également été arrêté le 28 août, il est accusé d'avoir financé une organisation terroriste et incité à la violence. Il est condamné à la prison à vie.
Khairat al-Chater est condamné à la réclusion à perpétuité en février 2015,. En mai 2015, il est condamné à mort dans une autre affaire.
Le 14 août 2016, ses biens sont saisis.